# Jean-Claude Pinson
Pour les articles homonymes, voir Pinson (homonymie).
Jean-Claude Pinson, né en 1947 près de Nantes, est un poète et essayiste français.

## Œuvres

### Poésie
- Croquis des coutures, Chaillé-sous-les-Ormeaux, Éditions Le Dé bleu, coll. « La Poésie voilà », 1985, 38 p.  (ISBN 2-900768-36-5)
- J’habite ici, Seyssel, Champ Vallon, coll. « Recueil », 1991, 110 p.  (ISBN 2-87673-112-6)
- Laïus au bord de l'eau, Seyssel, Champ Vallon, coll. « Recueil », 1993, 119 p.  (ISBN 2-87673-167-3)
- Abrégé de philosophie morale, suivi de Mécanique lyrique avec nus et paysages, Seyssel, Champ Vallon, 1997, 123 p.  (ISBN 2-87673-246-7)
- Fado : avec flocons et fantômes, Seyssel, Champ Vallon, coll. « Recueil » , 2001, 138 p.  (ISBN 2-87673-319-6)
- Free Jazz, Nantes, Éditions Joca Seria, 2004, 133 p.  (ISBN 2-84809-024-3)
- Drapeau Rouge, Seyssel, Champ Vallon, 2008, 152 p.  (ISBN 978-2-87673-475-3)
- Lettre imaginaire à John Coltrane, Nantes, Impressions d'Europe, 2011, 24 p.  (ISBN 979-10-90543-02-7)
- Alphabet cyrillique, Seyssel, Champ Vallon, 2016, 364 p.  (ISBN 979-10-267-0084-5)

### Essais
- Hegel, le droit et le libéralisme, Paris, Presses Universitaires de France, coll. « Philosophie d'aujourd'hui », 1989, 228 p.  (ISBN 2-1304-2359-0)
- Habiter en poète, Essai sur la poésie contemporaine, Seyssel, Champ Vallon, 1995, 279 p. (BNF 35809258)
- A quoi bon la poésie aujourd'hui ?, Nantes, Éditions Pleins Feux, coll. « Auteurs en questions », 1999, 66 p.  (ISBN 2-912567-77-7)
- Poésie et Philosophie (dir., avec Pierre Thibaud), Marseille, Centre international de poésie Marseille/Farrago, 2000, 283 p.  (ISBN 2-909097-36-6)
- Sentimentale et naïve. Nouveaux essais sur la poésie contemporaine, Seyssel, Champ Vallon, coll. « Recueil » , 2002, 267 p.  (ISBN 2-87673-357-9)
- Hobby et dandy. Sur l'art dans son rapport à la société, Nantes, éditions Pleins Feux, coll. « Lundis philo » , 2003, 55 p.  (ISBN 2-84729-046-X)
- L’Art après le grand art, Nantes, Éditions Cécile Défaut, 2005, 86 p.  (ISBN 2-35018-006-9)
- A Piatigorsk, sur la poésie, Nantes, Éditions Cécile Défaut, 2008, 137 p.  (ISBN 978-2-350-18061-8)
- Habiter la couleur, Nantes, Éditions Cécile Défaut, 2011, 134 p.  (ISBN 978-2-35018-301-5)
- Poéthique : une autothéorie, Seyssel, Champ Vallon, coll. « Recueil » , 2013, 326 p.  (ISBN 978-2-87673-880-5)
- Kitsch ou Comment résister à son emprise, Vallet, Éditions M-Éditer, coll. « Livre'L » , 2014, 25 p.  (ISBN 978-2-915725-55-1)
- La Joie de vivre, Vallet, Nantes, Éditions M-Éditer, coll. « Livre'L » , 2014, 21 p.  (ISBN 978-2-915725-80-3)
- Autrement le monde (Sur l'affinité de la poésie et de l'écologie), Éditions Joca Seria, 2016  (ISBN 978-284809-266-9)
- Sur Pierre Michon, Trois chemins dans l'œuvre, Paris, Fario, collection Théodore Balmoral, 2020, 106 p.  (ISBN 979-10-91902-55-7)
- Pastoral, De la poésie comme écologie, Seyssel, Champ Vallon, 2020, 182 p.  (ISBN 979-10-267-0883-4)
- Vita poetica, Essais d'écopoethique, éditions Lurlure, 2023, 240 p.  (ISBN 979-1095997498)

### Récit
- Là (L.-A., Loire-Atlantique), Variations autobiographiques et départementales, Suivi de Frères oiseaux, Nantes, éditions Joca Seria, 2018, 280 p.  (ISBN 978-2-84809-311-6)[1]
- Vies de philosophes, Récits, Ceyzérieu, Champ Vallon, 2024, 367 p.  (ISBN 979-1026712930)